# West Cheshire Association Football League
West Cheshire Association Football League (hay được biết với tên gọi West Cheshire League) là một giải bóng đá Anh nằm ở hạt Cheshire. Nhà tại trợ hiện tại là Carlsberg, và cũng đang tài trợ cho South West Peninsula League. Giải đấu có 3 hạng đấu, Division One, Division Two và Division Three. Division One nằm ở Bậc 7 (hay Cấp độ 11) trong National League System.
Nếu đội bóng nào có dàn đèn thì sẽ được tham gia FA Vase nhưng không được ở FA Cup, và đội vô địch giải đấu có quyền lên chơi ở North West Counties Football League Division One. Sau nhiều vinh quang ở Division One, Cammell Laird thăng hạng North West Counties League năm 2004, và đội dự bị của họ, đã vô địch Division Two, hiện thi đấu ở Division One. Đây là đội bóng duy nhất kể từ khi Vauxhall Motors thăng hạng, cho đến khi Runcorn Town thăng hạng năm 2010. Năm 2014, Vauxhall Motors trở lại giải đấu.
Giải đấu cũng vận hành các giải cup khác nhau.

## Các câu lạc bộ mùa giải 2015–16
| Division One               |
| -------------------------- |
| Blacon Youth Club          |
| Cammell Laird Dự bị        |
| Capenhurst Villa           |
| Chester Nomads             |
| Hale                       |
| Helsby                     |
| Heswall                    |
| Maghull                    |
| Mallaby                    |
| Mossley Hill Athletic      |
| Newton                     |
| Rainhill Town              |
| South Liverpool            |
| Upton Athletic Association |
| Vauxhall Motors            |
| West Kirby & Wasps         |

| Division Two                |
| --------------------------- |
| Ashville                    |
| Gateacre Village            |
| Hale Dự bị                  |
| Kirkby Town Railway         |
| Maghull Dự bị               |
| Marshalls                   |
| Mossley Hill Athletic Dự bị |
| Neston Nomads               |
| Prescot Cables Dự bị        |
| Redgate Rovers              |
| Richmond Raith Rovers       |
| South Liverpool Dự bị       |
| Southport Trinity           |
| Vauxhall Motors Dự bị       |
| West Kirby & Wasps Dự bị    |
| Willaston                   |

| Division Three                   |
| -------------------------------- |
| Ashville Dự bị                   |
| Bootle Dự bị                     |
| Capenhurst Villa Dự bị           |
| Cheshire Lines                   |
| Chester Nomads Dự bị             |
| Ellesmere Port Town              |
| Ford Motors                      |
| Helsby Dự bị                     |
| Heswall Dự bị                    |
| Marshalls Dự bị                  |
| Mersey Royal                     |
| Newton Dự bị                     |
| Rainhill Town Dự bị              |
| Redgate Rovers Dự bị             |
| Upton Athletic Association Dự bị |

| Youth Division            |
| ------------------------- |
| Belfry Youth              |
| Cammell Laird Youth       |
| Ellesmere Port Town Youth |
| Litherland Remyca Youth   |
| Maghull Youth             |
| Mersey Royal Youth        |
| Vauxhall Motors Youth     |
| West Kirby Youth          |
| Willaston Youth           |

## Các đội vô địch theo từng hạng đấu
| Mùa giải  | Division One          | Division Two               | Division Three         |
| --------- | --------------------- | -------------------------- | ---------------------- |
| 1980–81   | Cammell Laird         | Hoylake Athletic           | N/A                    |
| 1981–82   | Cammell Laird         | Poulton Victoria Dự bị     | N/A                    |
| 1982–83   | Cammell Laird         | Mersey Royal               | N/A                    |
| 1983–84   | Cammell Laird         | Mersey Royal               | N/A                    |
| 1984–85   | Heswall               | Cammell Laird Dự bị        | N/A                    |
| 1985–86   | Vauxhall Motors       | Merseyside Police          | N/A                    |
| 1986–87   | Cammell Laird         | Rivacre Sports & Social    | N/A                    |
| 1987–88   | Heswall               | Higher Bebington           | N/A                    |
| 1988–89   | Cammell Laird         | Higher Bebington           | N/A                    |
| 1989–90   | Cammell Laird         | Heswall Dự bị              | N/A                    |
| 1990–91   | Cammell Laird         | Heswall Dự bị              | N/A                    |
| 1991–92   | Cammell Laird         | Poulton Victoria Dự bị     | N/A                    |
| 1992–93   | Christleton           | Cammell Laird Dự bị        | N/A                    |
| 1993–94   | Cammell Laird         | Cammell Laird Dự bị        | N/A                    |
| 1994–95   | Vauxhall Motors       | Vauxhall Motors Dự bị      | N/A                    |
| 1995–96   | Poulton Victoria      | Poulton Victoria Dự bị     | N/A                    |
| 1996–97   | Poulton Victoria      | Heswall Dự bị              | N/A                    |
| 1997–98   | Poulton Victoria      | General Chemicals          | N/A                    |
| 1998–99   | Cammell Laird         | Heswall Dự bị              | BICC Helsby            |
| 1999–2000 | Poulton Victoria      | BICC Helsby                | Pavilions              |
| 2000–01   | Cammell Laird         | Aintree Villa              | Mallaby                |
| 2001–02   | Christleton           | Mallaby                    | Maghull Dự bị          |
| 2002–03   | Vauxhall Motors Dự bị | Poulton Victoria Dự bị     | Ashville Dự bị         |
| 2003–04   | Newton                | Merseyside Police          | MANWEB Dự bị           |
| 2004–05   | Heswall               | New Brighton               | Mond Rangers Dự bị     |
| 2005–06   | Poulton Victoria      | Upton Athletic Association | West Kirby Dự bị       |
| 2006–07   | West Kirby            | Runcorn Town               | AFC Bebington Athletic |
| 2007–08   | West Kirby            | Poulton Victoria Dự bị     | Mossley Hill Athletic  |
| 2008–09   | West Kirby            | Helsby                     | FC Pensby              |
| 2009–10   | Cammell Laird Dự bị   | Southport Trinity          | Hale                   |
| 2010–11   | West Kirby            | Ashville                   | Runcorn Linnets Dự bị  |
| 2011–12   | Ashville              | Hale                       | South Liverpool        |
| 2012–13   | Heswall               | South Liverpool            | Redgate Rovers         |
| 2013–14   | Maghull               | Capenhurst Villa           | Rainhill Town          |
| 2014–15   | South Liverpool       | Rainhill Town              | Kirkby Town Railway    |